# Sergio Vila-Sanjuán
Sergio Vila-Sanjuán (Barcelona, 1957) es un periodista y escritor español, hijo del también periodista y escritor José Luis Vila San Juan.

## Trayectoria literaria
Es experto en el mundo de la cultura y cubría desde 1977 la información de arte y literatura en los diarios, hoy desaparecidos, El Correo Catalán y El Noticiero Universal y desde 1997 trabaja en La Vanguardia, donde coordina actualmente el suplemento cultural Cultura/s. Defiende la literatura en castellano y en catalán como "dos vasos comunicantes que pueden potenciarse". Es autor de la primera monografía dedicada al pintor Miquel Barceló, editorial Àmbit, 1984.
Ganó el premio Nadal de 2013 con su novela titulada Estaba en el aire, ambientada en la Barcelona de la década de 1961. Su primera novela es Una heredera de Barcelona (2010), que describe la ciudad en los años 1919-1923. La mayoría de sus libros se ambientan en el mundo de la literatura y el periodismo.

## Obras
Periodismo
- Pasando página. Autores y editores en la España democrática, 2003, Destino.
- Crónicas culturales, 2004, Debolsillo.
- El síndrome de Frankfurt. Viaje a la gran feria mundial del libro, 2007, La Magrana.
- Código best seller, 2011, Temas de Hoy.
- El joven Porcel. Una ascensión literaria en la Barcelona de los años sesenta, 2021, Destino.

Historia
- Otra Cataluña. Seis siglos de cultura catalana en castellano, 2018, Destino.

Novela
- Una heredera de Barcelona, 2010, Destino.
- Estaba en el aire, 2013, Destino.
- El informe Casabona, 2017, Destino.

Ediciones
- Realismo en Cataluña, 1999, Lunwerg.
- Paseos por la Barcelona literaria, 2005, Ajuntament de Barcelona.

## Reconocimientos
- 2020: Premio Nacional de Periodismo Cultural.
- 2013: Premio Nadal por la novela Estaba en el aire.
- 2025: Premio Fernando Lara[3]